# 勒梅尼勒
勒梅尼勒（法語：Le Ménil，法語發音：[lə menil] ⓘ）是法国大東部大區孚日省的一个市镇，属于埃皮纳勒区。

## 地理
勒梅尼勒（47°54'26"N, 6°46'58"E）面积20.38 平方千米，位于法国大東部大區孚日省，该省份为法国东北部内陆省份，北起默兹省和默尔特-摩泽尔省，西接上马恩省，南至上索恩省和贝尔福地区省，东临上莱茵省和下莱茵省。
与勒梅尼勒接壤的市镇（或旧市镇、城区）包括：勒蒂约、文特龙、比桑、摩泽尔河畔弗雷斯、拉蒙尚、莫斯洛特河畔索尔叙尔、科尔尼蒙。

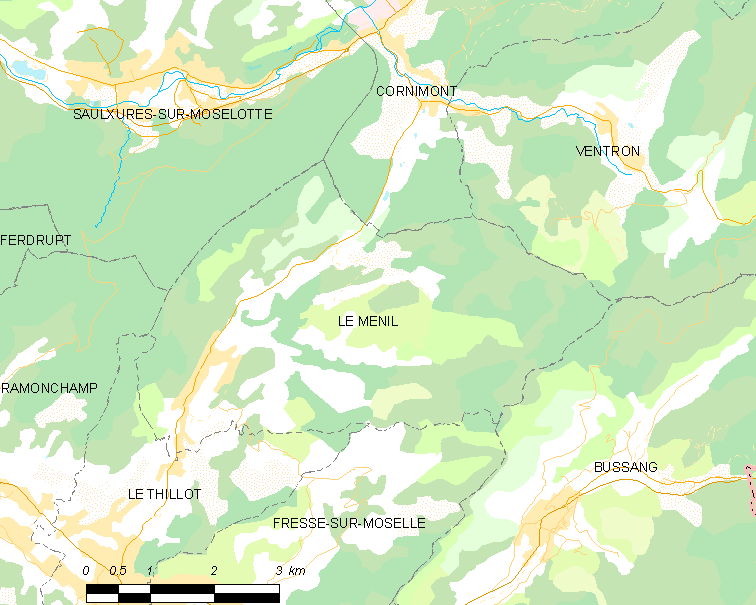
勒梅尼勒的OSM定位图

勒梅尼勒的时区为UTC+01:00、UTC+02:00（夏令时）。

## 行政
勒梅尼勒的邮政编码为88160，INSEE市镇编码为88302。

## 政治
勒梅尼勒所属的省级选区为勒蒂约县。

## 人口

1962-2008年间勒梅尼勒人口变化图示

勒梅尼勒于2022年1月1日时的人口数量为984人。